# Theaterpädagogik
Die Theaterpädagogik ist eine eigenständige Disziplin, die  sich zwischen den Bereichen Theater und Pädagogik bewegt. Neben Hans Martin Ritter und anderen gilt Hans-Wolfgang Nickel als ihr Begründer.

## Fachinhalte
Im Ursprung dem Schul- und Laientheater verpflichtet, spannt sich das Feld der Theaterpädagogik heute von der
- Arbeit an sozialen Brennpunkten und -themen (etwa Sucht- und gewaltpräventive Projekten, integrative Arbeit usw. (siehe auch Kunst im Sozialen)) über die
- Entwicklung freier Theaterprojekte (etwa in Zusammenarbeit von Laien und Schauspielern),
- Unterricht an Schulen und Schauspielschulen,
- Inhaltlicher Arbeit (etwa naturwissenschaftliche Fächer veranschaulicht durch die Mittel des Theaters, Sprachtrainings) bis hin zu
- Aufträgen in der Wirtschaft (Personalentwicklung, Rhetorik/Körpersprache, Motivationstrainings usw.),
- Vermittlung spezieller Theater-Methoden sowie
- Szenische Arbeitsformen wie etwa das Unternehmenstheater, oder Forum-Theater (Augusto Boal).
- Weiterhin beschäftigen inzwischen viele Theaterhäuser Theaterpädagogen, deren Aufgabe es ist, den Kontakt zwischen Theater und Publikum zu entwickeln und auszubauen. Es werden etwa Schülervorstellungen organisiert und mit den Klassen vor- oder nachbereitet, Publikumsgespräche und Diskussionsforen etabliert und sogenannte Jugendclubs (Theater mit jungen Laien unter den Voraussetzungen eines Theaterbetriebes) angeboten.

Im theaterpädagogischen Prozess können zahlreiche Lernfelder gestaltet werden, die es dem Theaterpädagogen ermöglichen, die Teilnehmer in ihrer persönlichen und eine Gruppe in ihrer strukturellen Entwicklung zu fordern und zu fördern. Dabei kommt es zu ganz unterschiedlichen Gewichtungen der ästhetischen, gruppendynamischen, inhaltlichen und pädagogischen Anteile.
Allen genannten Tätigkeiten gemein ist, dass Theaterpädagogen in der Regel situationsorientiert arbeiten und immer das Medium (Theater-)Spiel als Vehikel nutzen, um die jeweiligen Ziele zu erreichen. Für die Teilnehmer erhofft man sich dadurch einen direkten Zugang zu eigenen Ideen und Impulsen und die Steigerung von Kommunikation und Interaktion in Bezug auf die eigene Person und deren (soziales und kulturelles) Umfeld.
In den letzten Jahren hat sich der Beruf des „Theaterpädagogen“, der „Theaterpädagogin“ als eigenes Berufsbild entwickelt. Es umfasst sowohl künstlerische, als auch pädagogische Aspekte. Im Hinblick auf die Qualifikation spricht man von fünf Kernkompetenzen:
- Leitungskompetenz
- künstlerische Kompetenz
- organisatorische Kompetenz
- vermittelnde Kompetenz
- theoretische Kompetenz

Zu einer Konkretisierung des Begriffs resp. einer begrifflichen Schärfe der Einzelwissenschaft haben unterschiedliche Entwicklungen beigetragen wie beispielsweise die Etablierung eigener institutionalisierter Ausbildungsgänge, die Erarbeitung eines Spezialwörterbuchs, das Herausbringen einer Fachzeitschrift (ZfTP – Korrespondenzen) sowie die Gründung von fachlichen Verbänden und die Verabschiedung des Übereinkommens über das Verhalten und zur Ethik von Theaterpädagoginnen und Theaterpädagogen (ÜVET) im Jahre 2011.

## Erprobte Initiativen
Der amerikanische Pädagoge und Psychotherapeut Michael DeSisto war für seine Arbeit mit emotional belasteten, teilweise suchtkranken Jugendlichen bekannt. Elf Jahre lang war er Direktor der Lake Grove School auf Long Island. Dann machte er sich 1978 mit der Finanzierung durch die Eltern der Schüler selbstständig und gründete die DeSisto School, ein Internat in der Berkshire Region im Westen von Massachusetts.
Das Bühnenmusical Inappropriate ('unpassend'), das von DeSisto, Lonnie McNeil und Michael Sottile geschrieben und von der Schülertheatergruppe der Schule aufgeführt wurde, spielte 1999 und 2000 Off-Broadway im Theater Row Theater. Auf Tagebüchern von Teenagern basierend, enthielt das Stück Lieder über sexuellen Missbrauch, Drogenkonsum, Beziehungen zu den Eltern und andere Herausforderungen der Jugend.

## Die Aus- und Weiterbildung zum Theaterpädagogen
Der Ausbildungsgang zum Beruf des Theaterpädagogen ist nicht durch staatliche Vorgaben geregelt. Theaterpädagogik wird in grundständigen oder Aufbaustudiengängen an Hochschulen und Fachhochschulen gelehrt und schließt mit einem Diplom-, Bachelor- oder Masterabschluss ab. In vielen deutschen Städten haben sich Theaterpädagogische Zentren (TPZ) etabliert, die Theaterpädagogik auch in zeitlich kürzeren Fortbildungen anbieten.

## Periodika
- Oliver Bidlo (Hrsg.): Thepakos. Interdisziplinäre Zeitschrift für Theater und Theaterpädagogik. Erscheint dreimal jährlich, Oldib, Essen
- Theaterpädagogik e. V., Bundesverband Theaterpädagogik e. V., BAG Spiel + Theater e. V. (Hrsg.): Zeitschrift für Theaterpädagogik. Erscheint halbjährlich. Schibri, Berlin/Milow